# Maiporé
Maiporé es un barrio constituido como macroproyecto de vivienda del municipio de Soacha (Cundinamarca), perteneciente a la Comuna 1 de Compartir.

## Geografía
Situado al sur del casco urbano de Soacha, está cercado por los cerros del sur de este municipio, concretamente con Altos de la Florida. Junto a la Autopista NQS se sitúa está ciudadela entre los humedales del Vínculo y Cola Tierra Blanca, que en el pasado fueron uno.

### Límites
| Noroeste: Humedal El Vínculo                           | Norte: Zona Industrial Salitre El Altico | Nordeste: Cerros del Sur (Vereda Panamá) |
| Oeste: Barrio Los Girasoles (Autopista NQS, Carrera 4) |                                          | Este: Cerros del Sur (Vereda Panamá)     |
| Suroeste: Humedal Cola de Tierra Blanca                | Sur: Cantera El Vínculo (Calle 16 sur)   | Sureste: Cerros del Sur (Vereda Panamá)  |

## Historia
El nombre del barrio procede del muisca, que significa "Bienvenido".
Los terrenos del actual barrio pertenecieron a la Hacienda El Vínculo, que fue construido durante la era española para luego destinarlo a uso agrícola y ganadera. En 2010, la caja de Compensación Familiar Colsubsidio adquirió los terrenos para construir los conjuntos residenciales del actual barrio de las cuales se han construido la primera etapa con Ambalema, Barichara y Mompós, en honor a las ciudades emblemáticas de Tolima, Santander y Bolívar respectivamente. La construcción quedó a cargo de la Constructora Fernando Mazuera.
Una vez terminados de construir los conjuntos mencionados, se originó posteriormente una oleada de inconformismo popular por la carencia del servicio de agua, pese a la construcción de la infraestructura privada para el líquido vital; situación que no se solucionó con el suministro por carrotanque, por lo que se conectaron a la Empresa de Acueducto y Alcantarillado de Santa Ana, a través de un tubo de 6 pulgadas, donde el proyecto recibe agua en bloque con una duración de 2 a 5 horas día. los equipos internos privados de las agrupaciones hacen la conversión del agua en bloque a suministro continuo, siempre y cuando haya corriente eléctrica. a la fecha 16 de marzo de 2016, este proyecto presenta tres acciones populares, dos de ellas que reclaman que este proyecto se construyó dentro del humedal El Vínculo, que tenía localizados tres cuerpos de agua reconocidos como humedales, de los cuales solo queda uno, mismo que fue reconformado.
Posteriormente se añaden los conjuntos Ocaña I y II, nombre por el cual se homenajea al municipio de Norte de Santander

## Accesos y transporte
El principal acceso construido es la Avenida Compartir (Calle 30 sur) que proviene del barrio Los Girasoles y posee transporte para el Corredor con Bogotá y el interior de Soacha.

## Sitios de interés
Aparte de la casona de la Hacienda El Vínculo, tiene el humedal de Maiporé que estará conectado a una red de canales receptores de aguas lluvia con especies botánicas.
También posee la sucursal de Supermercados Colsubsidio y el Colegio Colsubsidio.
Se está construyendo actualmente el Portal El Vínculo de TransMilenio, y a futuro la Terminal de Transporte de Soacha que permitirá descongestionar parte del tráfico que sufre la Terminal del Sur de Bogotá.